# 青春プレーバック
青春プレーバック（せいしゅん- ）は、1985年4月13日から1987年3月14日までNHK総合で放送されていたテレビ番組である。

## 概要
著名人が、思い出の地を訪ねて青春を振り返り、当時の思い出を語る若者向けドキュメンタリー番組。
『YOU』の番組コーナー「青春プレイバック」を独立させた番組。『YOU』（NHK教育、土曜 22:30 - 23:30）の番組終了5分後に総合テレビで放送されていた。

## 基礎情報
- 放送時間：NHK総合 土曜 23:35 - 23:55
- 司会者：戸川京子

## 放送リスト
| 1985年度       | 1985年度   | 1985年度                       | 1986年度       | 1986年度     | 1986年度                           |
| 放送日         | 人物       | サブタイトル                   | 放送日         | 人物         | サブタイトル                       |
| -------------- | ---------- | ------------------------------ | -------------- | ------------ | ---------------------------------- |
| 1985年4月13日  | 森田健作   | 夕陽にむかって走った頃         | 1986年4月12日  | 井筒和幸     | スクリーンに自分をさがしてた       |
| 1985年4月20日  | 木の実ナナ | 新宿ジャズ喫茶時代             | 1986年4月19日  | 中村吉右衛門 | 時今也夢開蝶船出                   |
| 1985年4月27日  | 椎名誠     | 哀愁の町に帰ってみるのだ       | 1986年4月26日  | やまもと寛斎 | お針子からの出発                   |
| 1985年5月11日  | 谷川浩司   | ぼくの将棋修業時代             | 1986年5月10日  | 日下武史     | キャンパスを捨てたあのころ         |
| 1985年5月18日  | 立松和平   | 途方にくれていた…              | 1986年5月31日  | 柴田政人     | くせ馬でスタートを切った           |
| 1985年5月25日  | 八代亜紀   | 16歳 晴れ 旅立ち               | 1986年6月7日   | 志穂美悦子   | ヒロインよりヒーローになりたかった |
| 1985年6月1日   | ガッツ石松 | 池袋けんかエレジー             | 1986年6月14日  | 邱永漢       | 苦境が私の先生だった               |
| 1985年6月16日  | 加山雄三   | サラリーマンにあこがれた若大将 | 1986年7月5日   | 柳ジョージ   | 歌いたくて背広を捨てた             |
| 1985年6月22日  | 髙樹のぶ子 | 文学少女の恋愛体験             | 1986年7月12日  | 仲畑貴志     | いいコになろうと東京へ             |
| 1985年6月29日  | 星野仙一   | 若き熱血の球譜                 | 1986年7月26日  | 水島新司     | 人生にだって逆転はあるさ           |
| 1985年7月6日   | 前田美波里 | オール・ザット・レビュー       | 1986年8月9日   | 星吉昭       | わが道きめし南部牛追い唄           |
| 1985年7月21日  | 青柳裕介   | 酒と海と男と女                 | 1986年8月30日  | 篠田正浩     | 少年は映画に言葉をみつけた         |
| 1985年8月31日  | 荒木経惟   | 激写開眼 写真はドラマだ        | 1986年9月6日   | ねじめ正一   | 横丁から詩ができた                 |
| 1985年9月14日  | 鈴木啓示   | 草魂芽ばえのころ               | 1986年9月13日  | 岸部一徳     | エレキにかけた日々                 |
| 1985年9月21日  | 高品格     | 映画放浪記                     | 1986年9月20日  | 林真理子     | それは不採用通知から始まった       |
| 1985年10月5日  | 岡林信康   | フォークの神様と呼ばれた日     | 1986年9月28日  | 市川崑       | アニメーションが僕の先生           |
| 1985年10月13日 | 内藤陳     | 池袋 拳銃まわし熱中時代        | 1986年10月4日  | 中野良子     | 海はわたしのふるさと               |
| 1985年10月19日 | 山口昌男   | ちょっとクラめの純情時代       | 1986年10月18日 | 藪内正幸     | 骨がデッサンの基礎だった           |
| 1985年10月27日 | 星野一義   | はじめは河原のライダーだった   | 1986年10月26日 | 鳥丸軍雪     | ファッションに魅せられて           |
| 1985年11月9日  | 天野祐吉   | 下町のやじと熱気が好きだった   | 1986年11月15日 | 中島丈博     | シナリオは土佐の情景               |
| 1985年11月16日 | 澤地久枝   | 働き学び駆けぬけた道           | 1986年11月22日 | 吉川とみ子   | サーキットに見つけた女の意地       |
| 1985年11月23日 | 財津和夫   | 虹とビートルズの頃             | 1986年11月29日 | 志茂田景樹   | 転職が僕を作家にした               |
| 1985年11月30日 | 黒岩重吾   | 倒されても闘い抜いた           | 1986年12月6日  | 早乙女勝元   | 町工場を転々としたころ             |
| 1985年12月7日  | 山口洋子   | 女優志願のころ                 | 1986年12月20日 | 山藤章二     | 挫折が育てたイラストレーターの眼   |
| 1985年12月14日 | 南伸坊     | ふられ続けて神田界わい         | 1987年1月10日  | 秋川リサ     | 家族が欲しかった                   |
| 1985年12月21日 | 谷啓       | 焼跡のヨコハマでジャズを聴いた | 1987年1月17日  | 山田太一     | 助監督から脚本家へのシナリオ       |
| 1986年1月11日  | 渡辺えり子 | 東京という名の星にあこがれて   | 1987年1月24日  | 江夏豊       | いつも何かにチャレンジしてた       |
| 1986年1月18日  | 藤田まこと | コメディアン志願のころ         | 1987年1月31日  | 及川正通     | ネオンと絵の具にまみれてた         |
| 1986年1月25日  | 森田芳光   | デビュー作はぼく自身           | 1987年2月7日   | 不知火幸雄   | 15歳の冬、夜汽車に乗った           |
| 1986年2月1日   | 佐藤忠男   | 映画が教えてくれたこと         | 1987年2月14日  | 山本浩二     | グラウンド作りが始まりだった       |
| 1986年2月8日   | 大橋歩     | 男の子ばかりを描いていた       | 1987年2月28日  | 田中邦衛     | やっぱり映画を捨てきれなかった     |
| 1986年2月15日  | 田島征三   | 絵本にくやしさ塗りこめた       | 1987年3月7日   | 杉原輝雄     | 棒切れクラブからの出発             |
| 1986年2月22日  | 松本隆     | ぼくの風街 麻布 青山 六本木    |                |              |                                    |
| 1986年3月8日   | 池田満寿夫 | 似顔絵からの出発               |                |              |                                    |
| 1986年3月29日  | 藤本義一   | 懸賞金3万円也!作家へのスタート |                |              |                                    |